# 東松寛文
東松 寛文 （とうまつ ひろふみ、1987年10月24日 - ）は、日本の作家・リーマントラベラー・休み方研究家。岐阜県羽島市出身。神戸大学経営学部卒業。
平日は広告代理店で会社員として勤務する傍ら、週末で世界中を旅する「リーマントラベラー」。リーマントラベラー東松寛文の名称でも活動する。
社会人3年目に旅の楽しさに気づき、それ以降で85か国204都市に渡航。"週末海外"のスペシャリストとして、テレビ・新聞・雑誌・ラジオ等のメディア出演や執筆をおこなっている。

## 来歴
岐阜県羽島市に生まれる。岐阜県立岐阜高等学校を経て、2006年4月に神戸大学経営学部に進む。高校時はバスケットボール部、大学時はアメリカンフットボール部（神戸大学レイバンズ）に所属した。
2010年に大学を卒業して、大手広告代理店に入社した。社会人3年目の2012年にNBAのプレーオフ観戦のため、上司を説得の末に5日間の休暇を取得してロサンゼルスへ旅行した際、現地の人々が平日の昼間から飲んで遊んでいる姿を見て「自分の人生を楽しむ」重要性を認識し、以後頻繁に好きな海外旅行を楽しむようになる。
2016年に、サラリーマンを続けながらWebサイト「リーマントラベラー 〜働きながら世界一周〜」を立ち上げて「リーマントラベラー」としての活動を開始する。10月から12月にかけて「働きながら世界一周」を達成。平日、日本で働いている期間を”トランジット（乗り継ぎ）”期間と捉え、3か月間、毎週末海外旅行へ行き、5大陸18か国を訪問した。12月に『今、こんな旅がしてみたい!』（ダイヤモンド社）の中で、作家の角田光代や脳科学者の茂木健一郎らと並び、”旅のプロ8人”に選出される。
2018年6月、初の著書となる『サラリーマン2.0 週末だけで世界一周』を河出書房新社から刊行した。
2019年1月、BUSINESS INSIDERが選ぶ、ミレニアル世代の才能や取り組みを表彰するアワード「BEYOND MILLENNIALS」において、Career部門、Readers部門のグランプリを受賞した。同年、オンラインサロン『リーマントラベルサロン』を立ち上げる。
2020年1月、YouTube公式チャンネルを開設し、YouTuberとしても活動をはじめる。
2021年8月、『ガイアの夜明け』の旅行特集で取り上げられる。
2021年より香港政府観光局「香港スーパーファン」、九州旅行博覧会「公式サポーター」、2022年よりオーストラリア「ケアンズ&グレートバリアリーフ観光大使」、岐阜県羽島市の「羽島市アンバサダー」にそれぞれ就任。
2023年3月、約1か月半の育児休業期間中に家族でタイにて生活した。

## 人物
「日本にいるときを“トランジット（乗り継ぎ）期間”」や「金曜日に仕事が終わった瞬間から、月曜日に仕事が始まるまでが週末」といった発言をしている。海外旅行を通じて気が付いた、「生き方には選択肢があること」を日本で伝えることを目標としている。

## 著書
- 『サラリーマン2.0　週末だけで世界一周』河出書房新社、2018年6月12日 ISBN 978-4-309-02676-3
  - 河出文庫、2024年4月8日 ISBN 978-4-309-42095-0
- 『人生の中心が仕事から自分に変わる！ 休み方改革』徳間書店、2019年6月20日 ISBN 978-4-19-864877-0
- 『週休二日環遊世界：「上班族旅人」快閃世界的奇蹟旅程』出色文化（台湾）、2019年8月6日 ISBN 978-9-86-978604-1
- 『週末だけで70ヵ国159都市を旅したリーマントラベラーが教える　自分の時間の作り方』Gakken〈地球の歩き方〉、2022年7月21日 ISBN 978-4-058-01868-2

## 連載
- 「リーマントラベラーの弾丸日記」シティリビングWeb（サンケイリビング新聞社、2017年11月 - 2018年7月）
- 「働きながら世界一周!? リーマントラベラーが教える旅達人への道」telling,（朝日新聞社、2018年4月 ｰ 2019年1月）
- 「週末ジェットセッターのススメ」CLASSY.（光文社、2018年8月 - 2019年4月、2019年10月 - 2019年11月）
- 「自分を変える、旅をしよう。」telling,（朝日新聞社、2019年2月 - 2022年2月）
- 「人生を味わう『ひとり旅』」DANRO（朝日新聞社、2019年9月 - 2020年3月）
- 「週末だけでも世界一周」OCEANS Web（ライトハウスメディア、2023年11月 - ）